# 오리즈루 타워

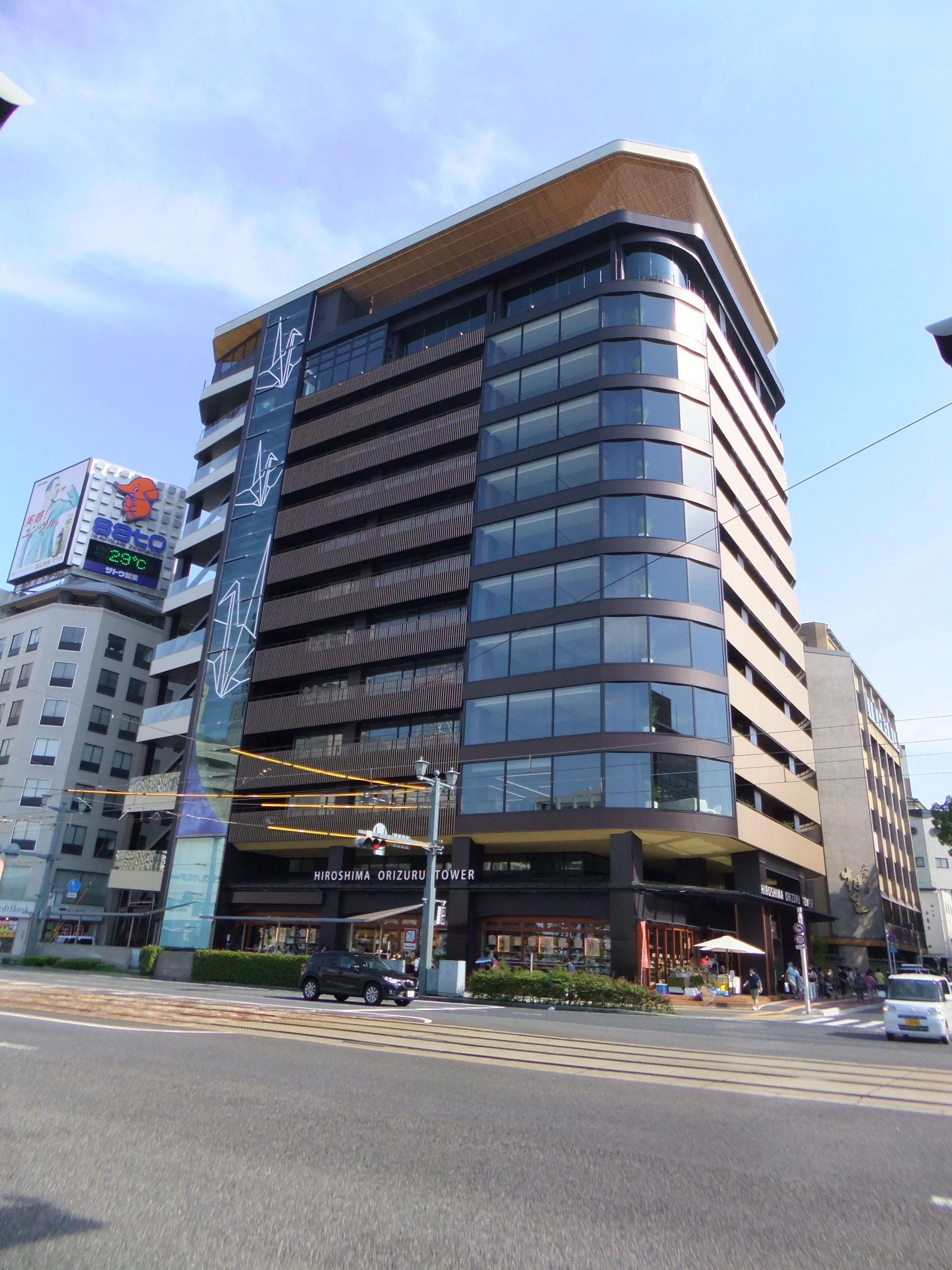
오리즈루 타워

오리즈루 타워(일본어: おりづるタワー, 영어: ORIZURU TOWER)는 일본 히로시마현 히로시마시 나카구 오테마치에 있는 복합 상업 시설이다. 원폭 돔으로부터 동쪽으로 90m 떨어진 곳에 위치하고 있다.